# Розова чайка
Розова чайка (Rhodostethia rosea) е вид птица от семейство Laridae, единствен представител на род Rhodostethia.

## Разпространение
Видът е разпространен в Гренландия, Канада, Китай, Русия, САЩ и Япония.